# كيوشي كاتسوكي
كيوشي كاتسوكي (باليابانية: 香月清司؛ بالكانا: かつき きよし) هو عسكري ياباني، ولد في 6 أكتوبر 1881 في ساغا في اليابان، وتوفي في 29 يناير 1950.